# Shewan, Tomes & Co.

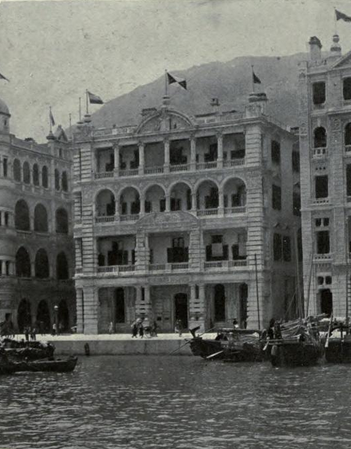
Сент-Джордж-билдинг, в котором располагалась штаб-квартира Shewan, Tomes & Co.

Shewan, Tomes & Co. — одна из ведущих британских торговых компаний, действовавших в Гонконге и Китае в конце XIX — начале XX века. Основана в 1895 году бывшими сотрудниками Russell & Company Робертом Шеуоном и Чарльзом Александром Тоумсом.  

## История
После того, как в 1891 году обанкротилась Russell & Company — одна из крупнейших торговых фирм Дальнего Востока — её бывшие сотрудники, шотландец Роберт Шеуон и англичанин Чарльз Александр Тоумс, взяли под свой контроль часть уцелевших операций и в 1895 году основали собственный торговый дом Shewan, Tomes & Co.
Штаб-квартира Shewan, Tomes & Co. располагалась в Сент-Джордж-билдинге, на набережной Виктории (сегодня это Центральный район Гонконга). Офисы компании находились в Кантоне, Шанхае, Тяньцзине, Кобе, Лондоне и Нью-Йорке, агентства — в Амое, Фучжоу, Ханькоу, Маниле, Стрейтс Сетлментс и на Тайване.
Через свой кантонский офис Shewan, Tomes & Co. экспортировала из Китая сырой шёлк, чай, корицу (кассию), анис, женьшень, ревень, плетённые циновки, фейерверки и ротанг, а также импортировала в Китай хлопчатобумажные и шерстяные ткани, стеклянные и металлические изделия, сталь, уголь, промышленное оборудование, сахар, алкогольные напитки и товары первой необходимости.
Кроме чисто торговых операций Shewan, Tomes & Co. представляла в Китае интересы ряда крупных компаний, в том числе судоходных China and Manila Steamship Company и American Asiatic Steamship Company, финансовых The Equitable Life Assurance Society и China Provident Loan and Mortgage Company, а также контролировала Green Island Cement, Hong Kong Rope Manufacturing Company, Electric Traction Company of Hong Kong, Chinese Engineering and Mining Company, Shanghai Pulp and Paper Company и Canton Land Company. Также Shewan, Tomes & Co. выступала в качестве судоходного и страхового агентства для Insurance Company of North America, Fireman's Fund Insurance Company, North British and Mercantile Insurance, Yorkshire Fire and Life Insurance, Yangtsze Insurance Association, Batavia Sea and Fire Insurance Company, Reliance Marine Insurance, Union Marine Insurance, World Marine Insurance, Law Union and Crown Insurance, Federal Insurance Companies, Tacoma Grain Company и Shire Line.
В 1901 году Shewan, Tomes & Co. совместно с Элли Кадури инвестировала средства в создание энергетической компании China Light and Power Company.

## Ключевые фигуры

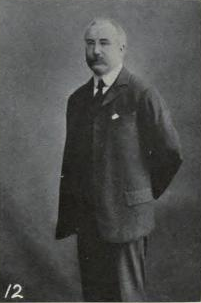
Роберт Гордон Шеуон

Роберт Гордон Шеуон родился в 1859 году в Лондоне в семье морского капитана Эндрю Шеуона и его супруги Джейн Томсон. В 1881 году молодой Шеуон прибыл в Гонконг для работы в американском торговом доме Russell & Company, после разорения которого в 1895 году основал собственный бизнес.
Будучи главой Shewan, Tomes & Co., Роберт Шеуон участвовал в основании цементной компании Green Island Cement (сегодня входит в состав Cheung Kong Infrastructure Holdings) и энергетической компании China Light and Power Company, которая обеспечивала электричеством Коулун (позже основным акционером China Light and Power стала влиятельная еврейская семья Кадури). Также Роберт Шеуон был директором The Hongkong and Shanghai Banking Corporation (февраль 1902 — февраль 1903) и многих других компаний Гонконга.
Летом 1902 года Шеуон как представитель Гонконгской торговой палаты был избран в Законодательный совет Гонконга (занимал этот пост до конца 1905 года, повторно избирался в совет в 1917 и 1919 годах). Во время Кантон—Гонконгской забастовки 1925 года Шеуон занял крайне жёсткую позицию: он призывал работодателей увольнять китайских чернорабочих, участвовавших в стачке, а также уволил всех своих клерков, не вышедших на работу.
Роберт Гордон Шеуон умер 14 февраля 1934 года и был похоронен на Гонконгском кладбище в районе Хэппи-Вэлли (на так называемом «шотландском участке»).